# 아돌프 히틀러 우노나
아돌프 히틀러 우노나(영어: Adolf Hitler Uunona, 1965년 ~ )는 나미비아의 반 아파르트헤이트 운동가이자 정치인이다. 그는 2004년부터 남서아프리카 인민 기구의 의원이자 회원이었다. 그는 2020년에 나치 독재자 아돌프 히틀러의 이름을 따서 지어졌다고 뉴스 소식통이 보도하면서 유명해졌다.